# Acanthodendrilla levii
Acanthodendrilla levii är en svampdjursart som beskrevs av Uriz och Maldonado 2000. Acanthodendrilla levii ingår i släktet Acanthodendrilla och familjen Dictyodendrillidae. Inga underarter finns listade i Catalogue of Life.